# Eszkol Newo
Eszkol Newo (hebr.: אשכול נבו, Eshkol Nevo; ur. 1971 w Jerozolimie) – izraelski pisarz, autor zbioru opowiadań, trzech powieści, poradnika i książeczki dla dzieci.
Za swoją twórczość otrzymał między innymi główną nagrodę izraelskiego Towarzystwa Wydawców Książek (2005).
Jego książki wydano po angielsku, arabsku, francusku, niemiecku, turecku i włosku.
Oprócz twórczości pisarskiej zajmuje się uczeniem kreatywnego pisania.
Jego dziadek Lewi Eszkol (1895–1969) był w latach 1963–1969 premierem Państwa Izrael.